# Ney Moraes de Mello Mattos
Ney Moraes de Mello Mattos (* 15. Mai 1929 in Santa Maria (Rio Grande do Sul), Rio Grande do Sul; † 11. August 2011 ebenda) war ein brasilianischer Diplomat.

## Leben
Ney Moraes de Mello Mattos war der Sohn von Estela Moraes und Gabriel Ferrugem de Mello Mattos.
Er war Bachelor of Laws der Päpstlichen Katholischen Universität von Rio de Janeiro.
1953 wurde er Gesandtschaftssekretär dritter Klasse in Ankara. Von 1958 bis 1959 war er Geschäftsträger in Brüssel. und ab 1960 Vizekonsul in Rosario. Am 7. September 1962 hatte er das Exequatur als Konsul in Berlin und gab einen Empfang zum Unabhängigkeitstag. Im Jahr 1965 wurde er als Gesandtschaftssekretär nach Teheran versetzt, dem 1968 eine Verwendung als Geschäftsträger in Addis Abeba folgte.
Am 17. April 1974 wurde er schließlich zum Gesandtschaftsrat zweiter Klasse ernannt und am 13. November 1978 zum Botschafter in Nairobi, Daressalam und Lusaka, Sambia ernannt. Von 15. Dezember 1982 bis 18. November 1986 war er Botschafter in Nairobi und gleichzeitig bei den Regierungen in Kampala und Port Louis Mauritius akkreditiert. Anschließend
wurde er dann von 18. November 1986 bis 1991 als Botschafter in Damaskus berufen.